# Nassau Village-Ratliff, Florida
Nassau Village-Ratliff, Florida (енгл. Nassau Village-Ratliff) насељено је место без административног статуса у америчкој савезној држави Флорида.

## Демографија
По попису из 2010. године број становника је 5.337, што је 670 (14,4%) становника више него 2000. године.
| Група             | 2000.         | 2010.         |
| Белци             | 4.513 (96,7%) | 5.023 (94,1%) |
| Афроамериканци    | 18 (0,4%)     | 60 (1,1%)     |
| Азијати           | 13 (0,3%)     | 33 (0,6%)     |
| Хиспаноамериканци | 45 (1,0%)     | 123 (2,3%)    |
| Укупно            | 4.667         | 5.337         |